# Sebastián Decoud
Sebastián Decoud (* 18. September 1981 in Curuzú Cuatiá) ist ein ehemaliger argentinischer Tennisspieler.

## Karriere
Sebastián Decoud war ein vielversprechender Spieler auf der Junior Tour und erreichte dort 1999 mit Platz 32 seine beste Platzierung, spielte aber bei keinem der Junior-Grand-Slams.
Danach spielte er die ersten zwei Jahre seiner Profikarriere (2000 und 2001) ausschließlich Turniere auf der drittklassigen ITF Future Tour. Dort konnte er insgesamt 12 Einzel- und 15 Doppeltitel gewinnen. Sein erster Auftritt auf der ATP Challenger Tour war 2002 im Einzel in Quito. In den folgenden Jahren trat er vereinzelt auf der Challenger Tour auf, spielte dort aber erst ab dem Jahr 2006 regelmäßig Turniere. Bereits ein Jahr später gewann er im Einzel das Turnier in Constanța und im Doppel die Turniere in Graz und Genf. Im Jahr 2008 qualifizierte sich Decoud in Costa do Sauípe für das Einzelhauptfeld und gewann sein Auftaktmatch gegen den Ranglistensiebten José Acasuso. In der zweiten Runde schied er gegen Nicolás Lapentti aus. Bei den French Open im selben Jahr scheiterte er in der Qualifikationsrunde, kam dennoch aufgrund zahlreicher verletzungsbedingter Absagen als Lucky Loser in das Hauptfeld des Turniers. In der ersten Runde gewann er in fünf Sätzen gegen Olivier Rochus, die damalige Nummer 66 der Welt. In der zweiten Runde traf er auf Nicolás Almagro, dem er sich klar in drei Sätzen geschlagen geben musste. Auf der Challenger Tour gewann er im September in Almaty seinen zweiten Einzeltitel, im November in Guayaquil an der Seite von Santiago Giraldo seinen dritten Titel im Doppel. Die zweitbeste Saison seiner Karriere beendete er erstmals in den Top 200 der Weltrangliste auf Rang 180.
2009 begann für Decoud recht erfolgreich. Er rückte erneut als Lucky Loser ins Hauptfeld in Viña del Mar. Dort schaffte er überraschend zwei Siege in den ersten beiden Runden gegen die damaligen Top-100-Spieler Fabio Fognini und Agustín Calleri. Im Viertelfinale war der spätere Finalist José Acasuso schließlich eine Nummer zu groß für Decoud und er schied aus. Zwei Monate später schaffte er bei dem Challenger in Rom den Einzug ins Finale. Dort traf er auf Simon Greul, den er in zwei Sätzen besiegte und somit seinen dritten Einzeltitel gewann. Im Doppel verlief seine Challengersaison noch erfolgreicher, er konnte sowohl das Turnier in Rijeka mit Miguel Ángel López Jaén als auch das Turnier in Medellín mit Eduardo Schwank für sich entscheiden. In diesem Jahr schaffte Decoud im Einzel mit einem 132. Rang in der Weltrangliste und im Doppel mit einem 177. Rang seine besten Platzierungen. Im folgenden Jahr spielte Decoud hauptsächlich auf der Challenger Tour, kam jedoch nie über das Halbfinale hinaus und konnte sich auch für kein Turnier auf der ATP World Tour qualifizieren. Erst 2011 spielte er wieder ein Match auf der World Tour. In Newport traf er im Einzel in der ersten Runde auf Nicolas Mahut. Er war in diesem Match jedoch chancenlos und verlor deutlich mit 1:6, 0:6. Erfolgreicher gestaltete sich sein Auftritt bei dem Challenger-Turnier in Quito. Ohne Satzverlust spielte er sich bis ins Finale vor und traf dort auf Daniel Muñoz de la Nava. Decoud setzte seine Serie ohne Satzverlust fort und gewann das Duell ebenfalls in zwei Sätzen. Sein letzter Auftritt auf der Profi-Tour war 2012 beim Challenger in Buenos Aires, bei dem er in der ersten Runde ausschied.
Decoud spielte von 2008 bis 2010 für Nürnberg sowohl in der 2. als auch in der 1. Tennis-Bundesliga. 2013 spielte er für eine Saison in der 2. Tennis-Bundesliga für den SC Uttenreuth.

## Erfolge
| Legende (Anzahl der Siege)  |
| Grand Slam                  |
| ATP World Tour Finals       |
| ATP World Tour Masters 1000 |
| ATP World Tour 500          |
| ATP World Tour 250          |
| ATP Challenger Tour (9)     |

### Einzel

#### Turniersiege
| Nr. | Datum            | Turnier   | Belag | Finalgegner             | Ergebnis  |
| --- | ---------------- | --------- | ----- | ----------------------- | --------- |
| 1.  | 8. Juli 2007     | Constanța | Sand  | Victor Crivoi           | 6:3, 6:3  |
| 2.  | 30. August 2008  | Almaty    | Sand  | Alex Bogomolow          | 6:4, 6:2  |
| 3.  | 19. April 2009   | Rom       | Sand  | Simon Greul             | 7:62, 6:1 |
| 4.  | 23. Oktober 2011 | Quito     | Sand  | Daniel Muñoz de la Nava | 6:3, 7:63 |

### Doppel

#### Turniersiege
| Nr. | Datum            | Turnier   | Belag | Partner                 | Finalgegner                      | Ergebnis          |
| --- | ---------------- | --------- | ----- | ----------------------- | -------------------------------- | ----------------- |
| 1.  | 19. August 2007  | Graz      | Sand  | Juri Schtschukin        | Jérémy Chardy Predrag Rusevski   | 3:6, 6:3, [10:7]  |
| 2.  | 26. August 2007  | Genf      | Sand  | Juri Schtschukin        | Jamie Cerretani Olivier Charroin | 6:3, 6:74, [10:4] |
| 3.  | 8. November 2008 | Guayaquil | Sand  | Santiago Giraldo        | Thiago Alves Ricardo Hocevar     | 6:4, 6:4          |
| 4.  | 4. Juli 2009     | Rijeka    | Sand  | Miguel Ángel López Jaén | Ivan Dodig Antonio Veić          | 7:67, 3:6, [10:8] |
| 5.  | 7. November 2009 | Medellín  | Sand  | Eduardo Schwank         | Diego Junqueira David Marrero    | 6:0, 6:2          |